# Peter Guthrie Tait
Peter Guthrie Tait, škotski fizik in matematik, * 28. april 1831, Dalkeith, Srednji Lothian, Škotska, † 4. julij 1901, Edinburg, Škotska.
Leta 1886 mu je Kraljeva družba iz Londona za njegove različne raziskave na področju matematike in fizike podelila svojo kraljevo medaljo.